# Kašima (TV-3508)
Kašima (TV-3508) je cvičná loď Japonských námořních sil sebeobrany. Ve službě je od roku 1995.

## Stavba

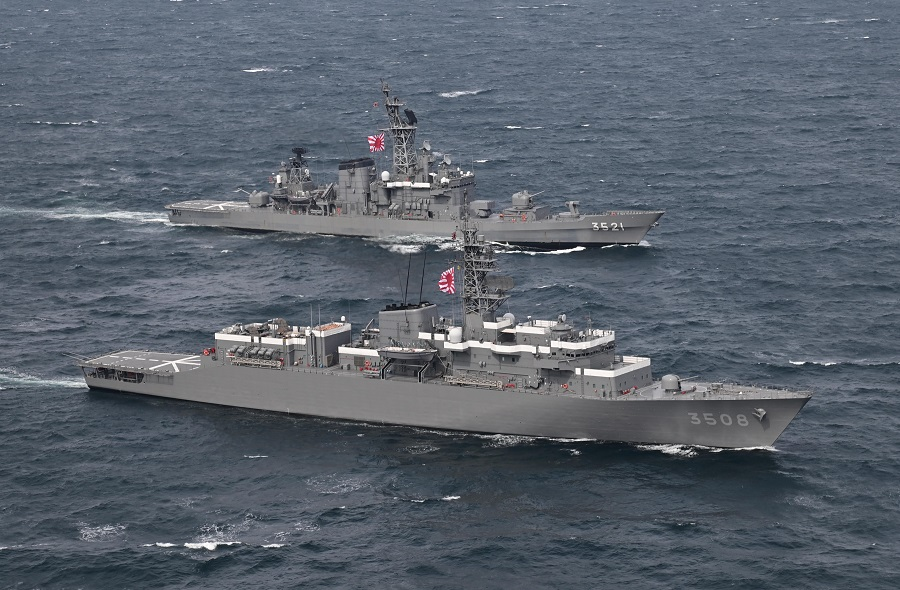
Cvičné lodě Kašima a Šimakaze (TV-3521)

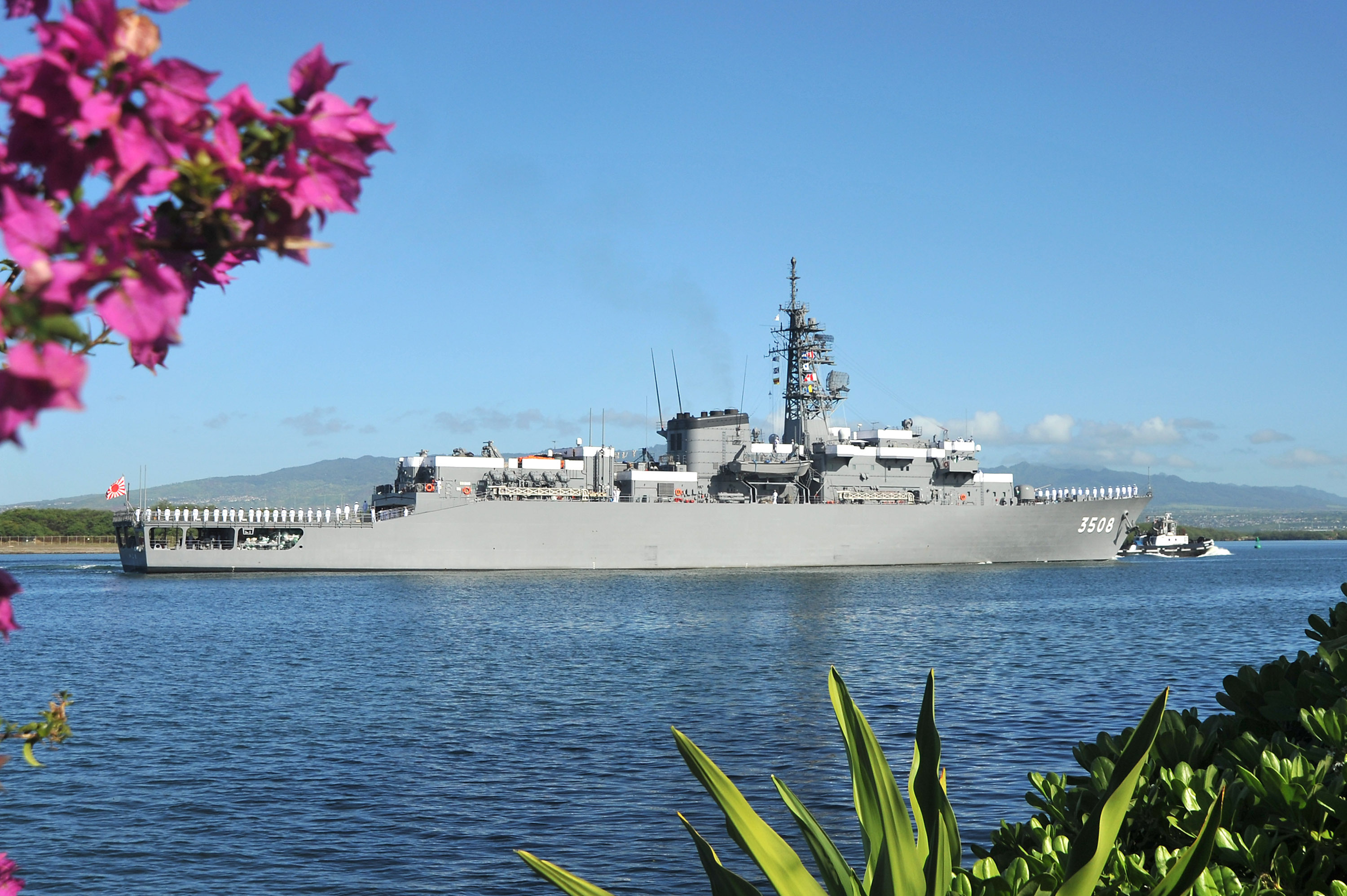
Kašima v Pearl Harboru

Plavidlo postavila v letech 1993–1995 japonská loděnice Hitachi Zosen v Maizuru.

## Konstrukce
Posádku plavidla tvoří 190 osob a 170 kadetů. Loď byla vybavena vzdušným vyhledávacím radarem OPS-14C, námořním vyhledávacím radarem OPS-18, navigačním radarem OPS-20 a trupovým sonarem OQS-8. Výzbroj tvoří jeden 76mm kanón ve věži na přídi a dva trojité 324mm torpédomety s torpédy typu 68. Na zádi se nachází přistávací plocha pro vrtulník. Pohonný systém tvoří dva diesely Mitsubishi S16U-MTK o výkonu 12 000 hp a dvě plynové turbíny Kawasaki-Rolls-Royce Spey SM1C o výkonu 27 000 hp, pohánějící dva lodní šrouby. Nejvyšší rychlost dosahuje 25 uzlů.